# Jean-Paul Nozière

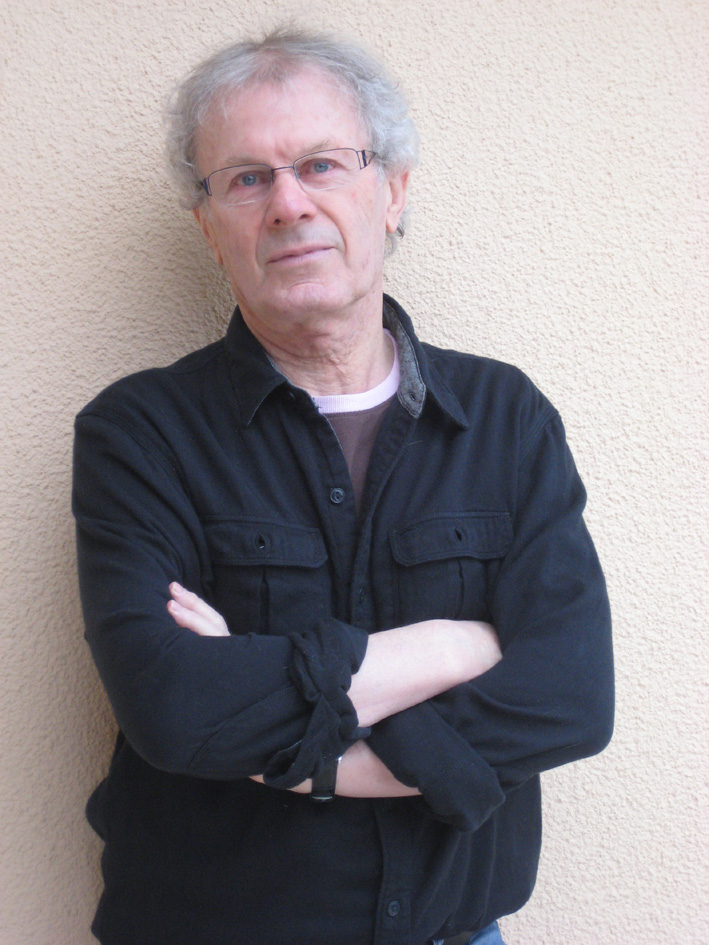
Una foto de Jean-Paul

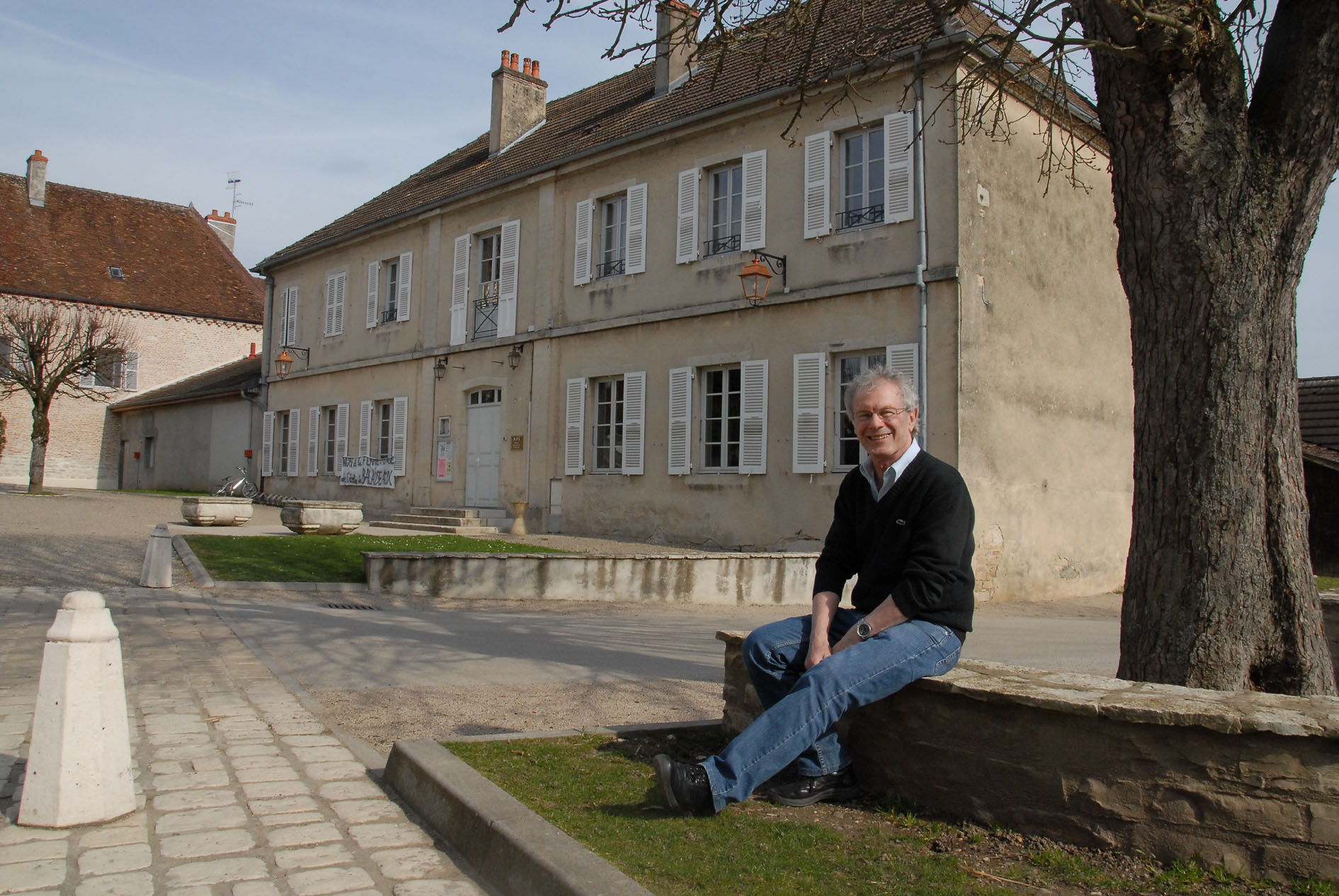
La casa de Nozière

Jean-Paul Nozière (Monay, Jura, 7 de julio de 1943) es un escritor francés, autor de novelas policíacas y de literatura infantil y juvenil. Reside en Borgoña.

## Biografía
Nació en Monay en 1943, en ese entonces un pequeño pueblo de una treintena de personas, en el departamento de Jura. Sus padres eran profesores, lo que le permitió iniciar la escuela temprano.
Trabajó como profesor de historia y geografía durante 25 años, y luego pasó a ocupar un puesto de bibliotecario en un colegio en Côte-d'Or, Borgoña.
Comenzó a escribir historias para el periódico de su antigua escuela. La primera de ellas se tituló L'Uniforme. Hasta la edad de 36 años, también escribió reseñas de películas.
En 1979 publicó su primera historia Un cheval à l'école, en el número 34 de J'aime lire. Luego escribió novelas de literatura infantil y juvenil. Su primera obra de suspenso destinada a un público adulto, Querida Bea, se publicó en 1995, en la Série noire de Éditions Gallimard.
Ha escrito treinta novelas para jóvenes y más de quince novela de detectives, incluyendo la serie Enquêtes de Slimane, publicada por Seuil. Ha obtenido varios premios literarios.

## Obras (lista parcial)
- P'tit Zoé appelle Bras de fer - 1983
- Souviens-toi de Titus - 1989
- La chanson de Hannah - 1990
- Un été algérien - 1990
- Des crimes comme ci, comme chat - 1992
- Un été 58 - 1995
- Une sixième en accordéon - 1996
- Un regrettable accident - 1999
- Maboul à zéro - 2003
- Le silence des morts  - 2006
- Echec et rap - 2007
- Nous sommes tous tellement désolés - 2007
- Tu peux pas rester là - 2008
- Rien qu'un jour de plus dans la vie d'un pauvre fou - 2011